# Войнова
Войнова (рум. Voinova) — село в Страшенском районе Молдавии. Относится к сёлам, не образующим коммуну.

## География
Село расположено на высоте 122 метров над уровнем моря.

## Население
По данным переписи населения 2004 года, в селе Войнова проживает 1705 человек (848 мужчин, 857 женщин).
Этнический состав села:
| Национальность | Число жителей | Процентный состав |
| -------------- | ------------- | ----------------- |
| молдаване      | 1681          | 98.59             |
| русские        | 9             | 0.53              |
| румыны         | 7             | 0.41              |
| украинцы       | 6             | 0.35              |
| поляки         | 1             | 0.06              |
| прочие         | 1             | 0.06              |
| Всего          | 1705          | 100 %             |